# ویلیام گروسونور
ویلیام گروسونور (انگلیسی: William Grosvenor; ۱۸ ژوئیهٔ ۱۸۶۹ – ۵ ژوئن ۱۹۴۸) ورزشکار ورزش تیراندازی اهل بریتانیا بود.
وی در مسابقات کشوری و بین‌المللی در مجموع برندهٔ ۱ مدال نقره شده‌است.